# Conservación de medicamentos

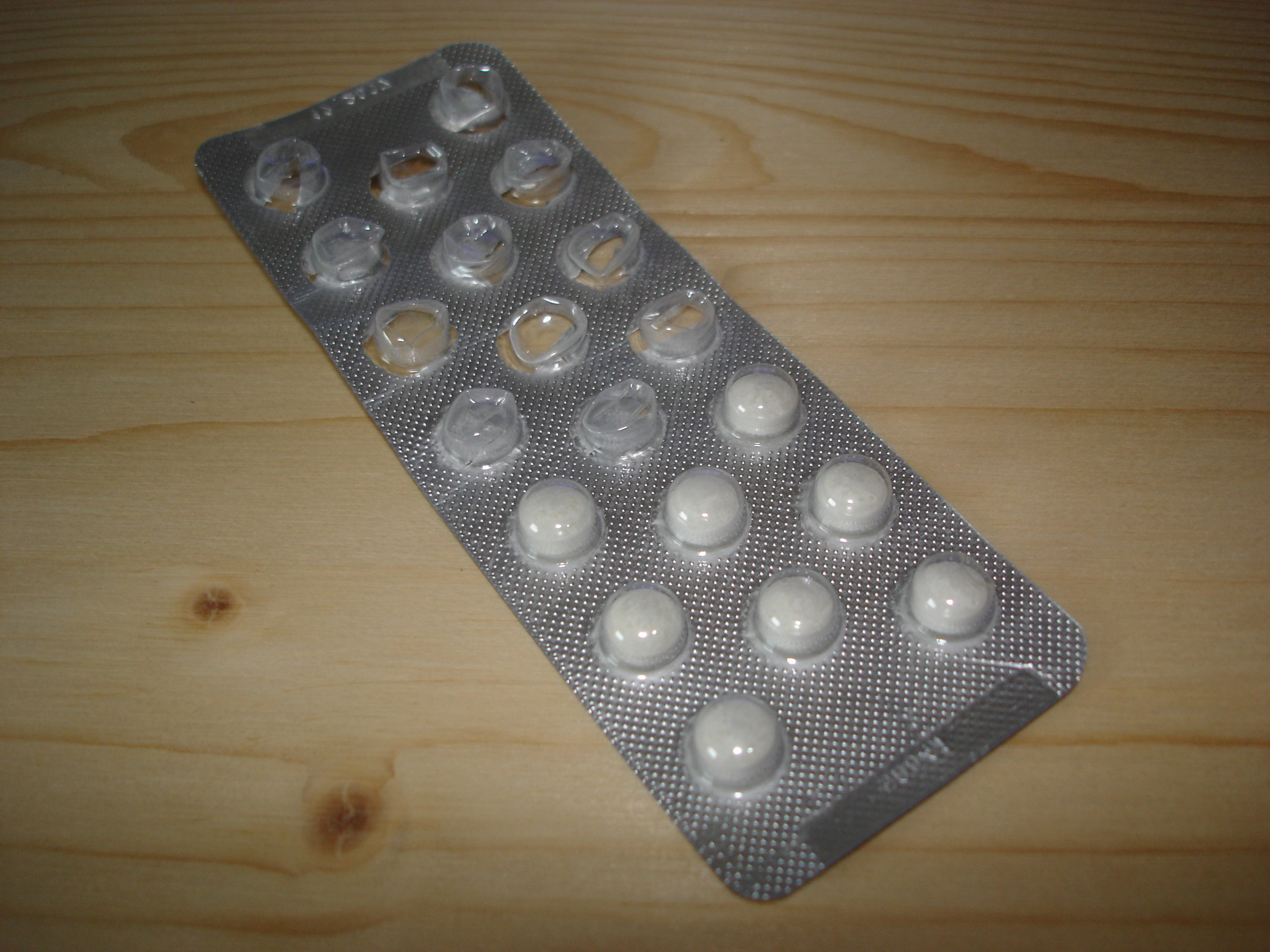
Conservar los medicamentos en el envase original.

La conservación adecuada de los medicamentos es fundamental para mantener su actividad farmacológica de forma óptima. En general, deben evitarse los lugares accesibles a los niños, para evitar intoxicaciones, y los lugares muy húmedos, muy cálidos o a la intemperie, para evitar la degradación del principio activo. Conviene observar la fecha de caducidad que aparece en el embalaje, así como las instrucciones de conservación indicadas en el prospecto.

## Conservación a temperatura del ambiente
Los medicamentos no deben guardarse en cualquier sitio, normalmente se almacenarán en lugares secos y frescos. En general, los fármacos se mantienen correctamente a temperatura ambiente cuando permanecen dentro de su envase, salvo aquellos que requieran condiciones especiales de conservación. Si la temperatura a la que deben mantenerse los medicamentos es inferior a la ambiental, en el envase se advertirá que deben guardarse en el refrigerador, y también en el prospecto se especificarán las condiciones particulares de conservación.
Además, para evitar confusiones sobre la denominación, indicaciones, forma de administración y de conservación de los fármacos, es útil guardar siempre los medicamentos en su propio envase.

## Medicamentos termolábiles
Los medicamentos termolábiles (ejemplo insulinas, las vacunas, determinados colirios, algunos antibióticos) deben conservarse en nevera, entre 2 °C y 8 °C. En las especialidades farmacéuticas de conservación en nevera, es muy importante que no se rompa la cadena de frío desde su fabricación hasta el momento de su administración al paciente, para poder garantizar la idoneidad del preparado. Para asegurar que los medicamentos se mantienen en este rango de temperatura, se debe comprobar regularmente la temperatura de la nevera. Para las mediciones de la temperatura, son útiles los termómetros que permiten conocer la temperatura máxima y la mínima, independientemente de la que marquen en el momento en que se controle.
Hay ocasiones en que estas especialidades pueden verse sometidas a una temperatura superior a la de refrigeración por un fallo en el funcionamiento del frigorífico o un corte en el suministro eléctrico; en esos casos, es mejor asesorarse antes de utilizar el medicamento afectado. Algunos medicamentos pierden igualmente su efectividad si pasan por un proceso de congelación.

## Medicamentos reconstituidos
Las condiciones de almacenamiento que necesita el fármaco pueden ser distintas a partir del momento en que se reconstituye el preparado. Es el caso de diversos medicamentos, muchos de ellos jarabes infantiles en forma de suspensión, que han de conservarse en nevera y durante un período limitado de tiempo desde que se realiza la mezcla con agua.

## Correcta conservación de medicamentos
- Leer el prospecto del fármaco para conocer con exactitud las condiciones de conservación que recomienda el fabricante.
- Mirar los símbolos que aparecen en los envases de los medicamentos.[6]
- No es aconsejable guardarlos en el baño o en la cocina, donde seguramente deberán soportar mayor humedad y cambios de temperatura.
- No dejarlos en lugares que estén al alcance de los niños.
- No exponerlos a cualquier foco directo de luz o calor.
- Si viaja y tiene que llevar medicamentos de conservación en nevera, tenga prevista la forma de mantener las condiciones para que la temperatura no les afecte.
- En situaciones especiales, como una ola de calor, además hay que considerar los cambios que se producen en el organismo humano.[7]
- En caso de duda, consultar al médico de cabecera o al farmacéutico.